# 切弧
切弧（Tangent arc）是一種大氣光學現象，出現在太陽或月球的上方和下方，與22度暈相切。為了產生切弧，棒狀六角形冰晶需要水平排列。

## 上切弧
上切弧的形狀隨太陽高度角而變化；當太陽高度較低時（低於29-32度），看起來像一條與太陽形成銳角的弧線。當太陽升到地平線以上時，弧線的彎曲翼部會向22度暈方向下降，同時逐漸變長。當太陽高度角超過29-32度時，上切弧與下切弧會匯合，形成外接暈。

## 下切弧
下切弧很少被觀測到，出現在以太陽為中心的22度暈下方，並與其相切。與上切弧一樣，下切弧的形狀取決於太陽的高度。當太陽滑過地球地平線時，下切弧在太陽下方形成一個銳利的翼狀角。當太陽升起在地球地平線上時，下切弧會先自行折疊，然後形成一個寬弧。當太陽到達地平線以上29-32度時，它最終開始變寬並與上切弧合併，形成外接暈。
根據定義，太陽高度必須超過地平線22度以上，因此大多數觀測都來自高地，例如山脈和平原。